# Ванесса Марсел
Ванесса Марсіл ([mɑrˈsɛl] mar-SEL) — американська акторка, найвідоміша завдяки своїм ролям Бренди Барретт у телесеріалах «Головний госпіталь», Джини Кінкейд у «Район Беверлі-Гіллз» та Сем Маркес у «Лас-Вегасі».

## Дитинство
Марсіл, наймолодша із чотирьох дітей, народилася в Індіо, штат Каліфорнія, у сім'ї Патриції Марсіл, травниці, та Піта Ортіза, підрядника та мільйонера, який він заробив самостійно. Батько Марсіл — мексиканець, а мати — американка французького та італійського походження.

## Кар'єра
Марсіл зіграла у кількох театральних постановках, перш ніж отримати роль Бренди Барретт у мильній опері «Головний госпіталь» у 1992 році. Вона була тричі номінована на Денну премію «Еммі» (у 1997, 1998 та 2003 роках) за свою роль, а в 2003 році вона перемогла як найкраща акторка другого плану. У лютому 1998 року Марсел була названа найкращою виконавицею головної ролі на церемонії вручення нагород Soap Opera Digest Awards.
14 червня 1993 року Ванесса Марсел знялася у відеокліпі Прінса «Poorgoo», який офіційно вийшов в дуже обмеженій кількості. 1994 року вона знімалася у відеокліпі Прінса «The Most Beautiful Girl in the World» («Найкрасивіша дівчина в світі»). Також наступного року вона потрапила до списку 50 найкрасивіших за версією People's. Ванесса дебютувала в повнометражному фільмі у фільмі «Скеля» в 1996 році, в якому знялася разом з Ніколасом Кейджем, Шоном Коннері та Едом Гаррісом.
У 1998 році, після шести років знімання у «Головному госпіталі», вона залишила шоу, щоб зіграти в телефільмі «Любити, шанувати і обманювати» та неодноразово грати гостьову роль у поліцейській драмі «Високий інцидент», яку продюсував Стівен Спілберг. У листопаді 1998 року Марсел приєдналася до «Району Беверлі-Гіллз» у ролі Джини Кінкейд і залишилася в шоу протягом півтора сезонів. 1999 року вона знялася у двох незалежних фільмах: Nice Guys Sleep Alone з Шоном О'Браяном та This Space Between Us з Джеремі Сісто.
У 2001 році Ванесса Марсел спочатку була обрана для участі в дев'ятому сезоні нового регулярного серіалу NYPD Blue - детективу Кармен Олівера. Однак після її першої появи в «Джонні отримав своє золото» автори шоу вирішили переробити роль і замінити Марсел на Жаклін Обрадорс у ролі детектива Ріти Ортіс. Марсел ще раз знялася в епізодичній ролі, як детектив Олівера, в епізоді 11-го сезону «Шукаюча дурість».
З 2002 по 2003 рік Ванесса Марсел повернулася до «Головного госпіталю» в ролі Бренди Барретт, отримавши денну премію «Еммі» за найкращу жіночу роль другого плану в 2003 році. Пізніше Ванесса приєдналася до акторського складу драми NBC «Лас-Вегас» у ролі Сем Маркес круп'є казино. Вона залишалася в шоу протягом п'яти сезонів до 2008 року. Того ж року Ванесса стала ведучою реаліті-шоу Lifetime Blush: The Search for the Next Great Makeup Artist, а також знялася у трьох епізодах шоу NBC Lipstick Jungle.
У 2009 році Ванесса Марсел знялася у фільмі Hallmark Channel «Няня Експрес» і у фільмі «Одне спекотне літо». 2010 року вона знялася у веб-серіалі Шлях Баннена, а в серпні 2010 року, після семирічної відсутності, повернулася до Головного госпіталю, залишаючись у телесеріалі протягом року до липня 2011 року. Однак Марсел повторила свою роль, виступивши гостею в квітні 2013 року, щоб відзначити 50-ту річницю шоу.
У 2014 році вона знялася у фільмі Hallmark Channel, Stranded in Paradise, а в 2015 році приєдналася до акторського складу поп-реаліті-серіалу Queens of Drama про життя колишніх актрис мильних опер, які намагаються запропонувати пілот для телевізійної мережі. 2016 року Ванесса Марсел знялася у своєму останньому фільмі на каналі Hallmark «Зручний наречений».

## Особисте життя
Ванесса Марсел була одружена з актором Корі Фельдманом з 1989 по 1993 рік.
У 1999 році Марсел почала зустрічатися зі своїм товаришем по акторському складу «Район Беверлі-Гіллз, 90210» Браяном Остіном Гріном, з яким вона познайомилася на знімальному майданчику. Вони заручилися в липні 2001 року і в них народився син на ім'я Кассіус Лія Марсил-Грін. Того року вони планували одружитися, але в 2003 році розірвали стосунки.
11 липня 2010 року Марсел вийшла заміж за актора Карміне Джовінаццо на приватній церемонії в Нью-Йорку. У червні 2011 року пара оголосила, що чекає на першу спільну дитину; однак у Марсіл стався викидень, другий за рік. Марсел подала на розлучення в серпні 2012 року через непереборні розбіжності. Розлучення було оформлено в березні 2013 року.
У квітні 2015 року Марсел розповіла в соціальних мережах, що вона заручена із заступником шерифа Каліфорнії Мартіном. 13 листопада 2017 року Марсіл оголосила, що знову вагітна. 9 січня 2018 року вона повідомила, що чекає на доньку, але 27 січня опублікувала заяву в Instagram про те, що у неї стався викидень у сьомий раз.
Батько Марсел, Піт, помер 14 вересня 2017 року.
Марсел прийняла юдаїзм.

## Фільмографія
|      | Назва                         | Роль             | Примітки                                        |
| ---- | ----------------------------- | ---------------- | ----------------------------------------------- |
| 1996 | The Rock                      | Карла Песталоцці |                                                 |
| 1997 | 976-бажання                   | Даніель          | Короткометражний                                |
| 1999 | Хороші хлопці сплять наодинці | Ерін             |                                                 |
| 2000 | Цей простір між нами          | Меггі Харті      |                                                 |
| 2002 | Віртуальний шторм             | Тесс Вудворд     | Альтернативні назви: Virtual Storm, Code Hunter |

|                                       |                               | Назва                   | Роль                                                                         | Примітки |
| 1992–1998, 2002—2003, 2010—2011, 2013 | Головний госпіталь            | Бренда Барретт          | Головні ролі (1992—1998; 2002—2003; 2010—2011) гостьова роль (2013)          |          |
| 1996                                  | Любити, шанувати і обманювати | Сідней Карпентер        | Телевізійний фільм; вона ж Захищена дружина                                  |          |
| 1997                                  | Високий інцидент              | Керрі Ендрюс            | Епізоди: «Гарячий дріт», «Дистанційне керування»                             |          |
| 1998–2000 роки                        | Район Беверлі-Гіллз           | Джина Кінкейд           | Головна роль (9-10-й сезони)                                                 |          |
| 2001                                  | Спін Сіті                     | Божевільна Кара         | Епізод: «Постріл у темряві: Частина 2»                                       |          |
| 2001, 2003 роки                       | Поліція Нью-Йорка             | Детектив Марія Олівера  | Епізоди: «Johnny Got His Gold», «Shear Stupidity»                            |          |
| 2003–2008 роки                        | Лас-Вегас                     | Сем Маркес              | Головна роль                                                                 |          |
| 2004–2005 роки                        | Розслідування Джордан         | Сем Маркес              | Епізоди: «Те, що відбувається у Вегасі, помирає в Бостоні», «Luck Be a Lady» |          |
| 2008                                  | Джунглі помади                | Джозі Скотто            | 3 епізоди                                                                    |          |
| 2008                                  | The Nanny Express</link>      | Кейт Хьюітт             | Телевізійний фільм                                                           |          |
| 2009                                  | Без сліду                     | Кім Маркус              | 3 епізоди                                                                    |          |
| 2009                                  | Одного спекотного літа        | Маргарита Сільва Сантос | Телевізійний фільм                                                           |          |
| 2010                                  | The Bannen Way</link>         | Медісон                 | Веб-серії                                                                    |          |
| 2012                                  | Гаваї 5.0                     | Доктор Олівія Віктор    | Епізод: «Wahine'inoloa»                                                      |          |
| 2014                                  | Опинився в раю                | Тесс Нельсон            | Телевізійний фільм                                                           |          |
| 2014                                  | Пекельна кухня                | себе                    | Епізод: «17 шеф-кухарів змагаються»                                          |          |
| 2016                                  | Зручний наречений             | Доктор Кейт Лоуренс     | Телевізійний фільм                                                           |          |
| 2017                                  | Неправильна мати              | Кейлін                  | Телевізійний фільм                                                           |          |
| 2018                                  | Поганий репетитор             | Келлі                   | Телевізійний фільм                                                           |          |
| 2019                                  | Секрет мого вітчима           | Тіна                    | Телевізійний фільм                                                           |          |

## Нагороди та номінації
| Рік      | Нагорода                         | Категорія                                             | Робота             | Результат |
| -------- | -------------------------------- | ----------------------------------------------------- | ------------------ | --------- |
| 1994 рік | Нагороди дайджесту мильної опери | Видатна жінка-новачок                                 | Головний госпіталь | Номінація |
| 1995 рік | Нагороди дайджесту мильної опери | Найгарячіша мильна пара (спільно з Морісом Бенаром)   | Загальна лікарня   | Номінація |
| 1997 рік | Денна премія Еммі                | Найкраща актриса другого плану в драматичному серіалі | Загальна лікарня   | Номінація |
| 1997 рік | Нагороди дайджесту мильної опери | Найгарячіша жіноча зірка                              | Загальна лікарня   | Перемога  |
| 1998 рік | Нагороди дайджесту мильної опери | Видатна головна актриса                               | Загальна лікарня   | Перемога  |
| 1998 рік | Денна премія Еммі                | Найкраща актриса другого плану в драматичному серіалі | Загальна лікарня   | Номінація |
| 2003 рік | Нагороди дайджесту мильної опери | Улюблене повернення                                   | Загальна лікарня   | Перемога  |
| 2003 рік | Денна премія Еммі                | Найкраща актриса другого плану в драматичному серіалі | Загальна лікарня   | Перемога  |